# Beryl Anthony, Jr.

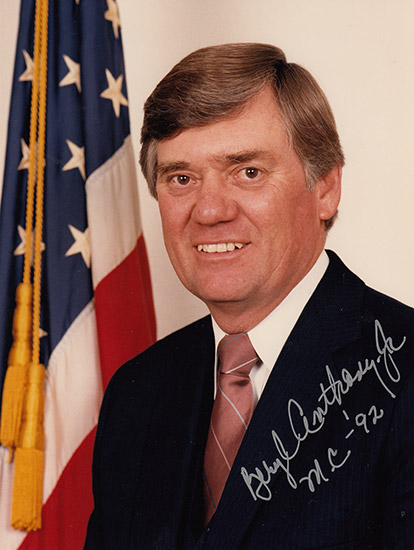
Beryl Anthony, Jr.

Beryl Franklin Anthony, Jr. (* 21. Februar 1938 in El Dorado, Arkansas; † 11. Januar 2025 in Stuart, Florida) war ein US-amerikanischer Politiker und Mitglied der Demokratischen Partei.

## Werdegang
Anthony studierte an der University of Arkansas in Fayetteville, erhielt dort 1961 seinen Bachelor of Science und seinen Bachelor of Arts sowie 1963 seinen Juris Doctor. Im selben Jahr wurde er in die Anwaltschaft von Arkansas aufgenommen und begann in El Dorado zu praktizieren. Anthony war vom 3. Januar 1979 bis zum 3. Januar 1993 Abgeordneter im Repräsentantenhaus der Vereinigten Staaten. Er vertrat dort den 4. Kongresswahlbezirk von Arkansas. Im Jahr 1992 wurde er von seiner Partei nicht für eine weitere Amtsperiode nominiert.
Anthony war verheiratet mit Sheila Foster Anthony, der Schwester von Vince Foster.

## Einzelnachweis
1. ↑  Beryl Anthony, longtime U.S. congressman from Arkansas, dead at 86. In: blesk.cz. 16. Januar 2025, abgerufen am 16. Januar 2025.

| Personendaten    | Personendaten                  |
| ---------------- | ------------------------------ |
| NAME             | Anthony, Beryl Jr.             |
| ALTERNATIVNAMEN  | Anthony, Beryl Franklin Junior |
| KURZBESCHREIBUNG | US-amerikanischer Politiker    |
| GEBURTSDATUM     | 21. Februar 1938               |
| GEBURTSORT       | El Dorado (Arkansas)           |
| STERBEDATUM      | 11. Januar 2025                |
| STERBEORT        | Stuart, Florida                |